# Bohuslav Mikeš
Bohuslav Mikeš (17. ledna 1934, Praha – 1. listopadu 2003) byl český výtvarný umělec.

## Život a dílo
Mikeš se narodil v Praze v rodině českolipského legionáře. Po skončení druhé světové války se v roce 1945 přestěhoval s rodiči do obce Sosnová. Po ukončení základní školy začal studovat Uměleckou průmyslovou školu sklářskou v Kamenickém Šenově a pak pokračoval ve studiu na Vysoké škole uměleckoprůmyslové v Praze, kterou ukončil roku 1954. Ve svém výtvarném projevu byl částečně ovlivněn grafickým projevem akademického malíře Františka Tichého.
K jeho nejznámějším dílům patří kromě portrétní tvorby dvě nástěnné fresky v kavárně Split v České lípě s motivem jadranských přístavů Split a Brač, dále plakáty k divadelní hře Karla Čapka Matka a k Shakespearově hře Richard III., za které získal prestižní ocenění Akademie výtvarných umění, ilustrace k románu Roberta Louise Stevensona Poklad na ostrově, stylová úprava interiéru restaurace U Zlaté konvice na Staroměstském náměstí s nástěnnými malbami s erby a historickými podobami sedmadvaceti popravených českých pánů, vůdců Stavovského povstání, nebo doplnění interiéru hotelu Imperial v Karlových Varech rozměrným triptychem s výjevem pověsti o založení města Karlem IV.